# Victor Iliu
Victor Iliu (n. 24 noiembrie 1912, Sibiu – d. 4 septembrie 1968, Roma, Italia), regizorul clasicei ecranizări Moara cu noroc, una dintre primele pelicule românești nominalizate la marele premiu Palme d’Or din cadrul Festivalului de Film de la Cannes din 1957, a fost mai întâi critic și teoretician de film.

## Biografie
Victor Iliu s-a născut la 24 noiembrie 1912, în Sibiu, România (atunci Hermannstadt, Austro-Ungaria ) și a absolvit Academia Comercială din București. Începând cu anul 1936 s-a remarcat prin publicistica despre film. Din 1941 a lucrat ca asistent operator și asistent de regie, iar între anii 1944 și 1948 a ocupat funcțiile de consilier tehnic, redactor și regizor al jurnalului de actualități, în cadrul Oficiului Național al Cinematografiei. Între 1946-1947  a urmat un stagiu de specializare la Moscova, cu marele regizor și teoretician de film Serghei Eisenstein 

## Distincții
- Ordinul Muncii clasa a II-a (21 august 1954) „pentru merite deosebite pe tărîmul construcției de stat, economice, sociale și culturale, cu ocazia celei de a zecea aniversări a eliberării patriei noastre”[4]
- titlul de Artist Emerit al Republicii Populare Romîne (18 august 1964) „pentru merite deosebite în activitatea desfășurată în domeniul teatrului, muzicii, artelor plastice și cinematografiei”[5]

## Filmografie
Ca regizor
- Anul 1848 (1948) - documentar, scurtmetraj
- Scrisoarea lui Ion Marin către Scînteia (1949)  - documentar, scurtmetraj
- În sat la noi (1951)
- Mitrea Cocor (1952)
- O scrisoare pierdută (1954)
- La „Moara cu noroc” (1957)
- Comoara din Vadul Vechi (1964)